# Hønefoss BK
El Hønefoss Ballklubb es un equipo de fútbol de la ciudad de Hønefoss, en Noruega. Fundado tras la fusión del I.F. Liv, Fossekallen IF y Hønefoss AIL. Fossekallen pasó a llamarse Hønefoss AIL en 1940, que se fusionó con Liv en 1987. El club pasó a llamarse Liv/Fossekallen y cambió su nombre a L/F Hønefoss hasta entonces Hønefoss Ballklubb.
Hønefoss compite en la Fair Play ligaen desde 2016, la tercera categoría del fútbol noruego tras descender al final de la temporada 2015.

## Palmarés
- Adeccoligaen: 1

2009

## Historia reciente

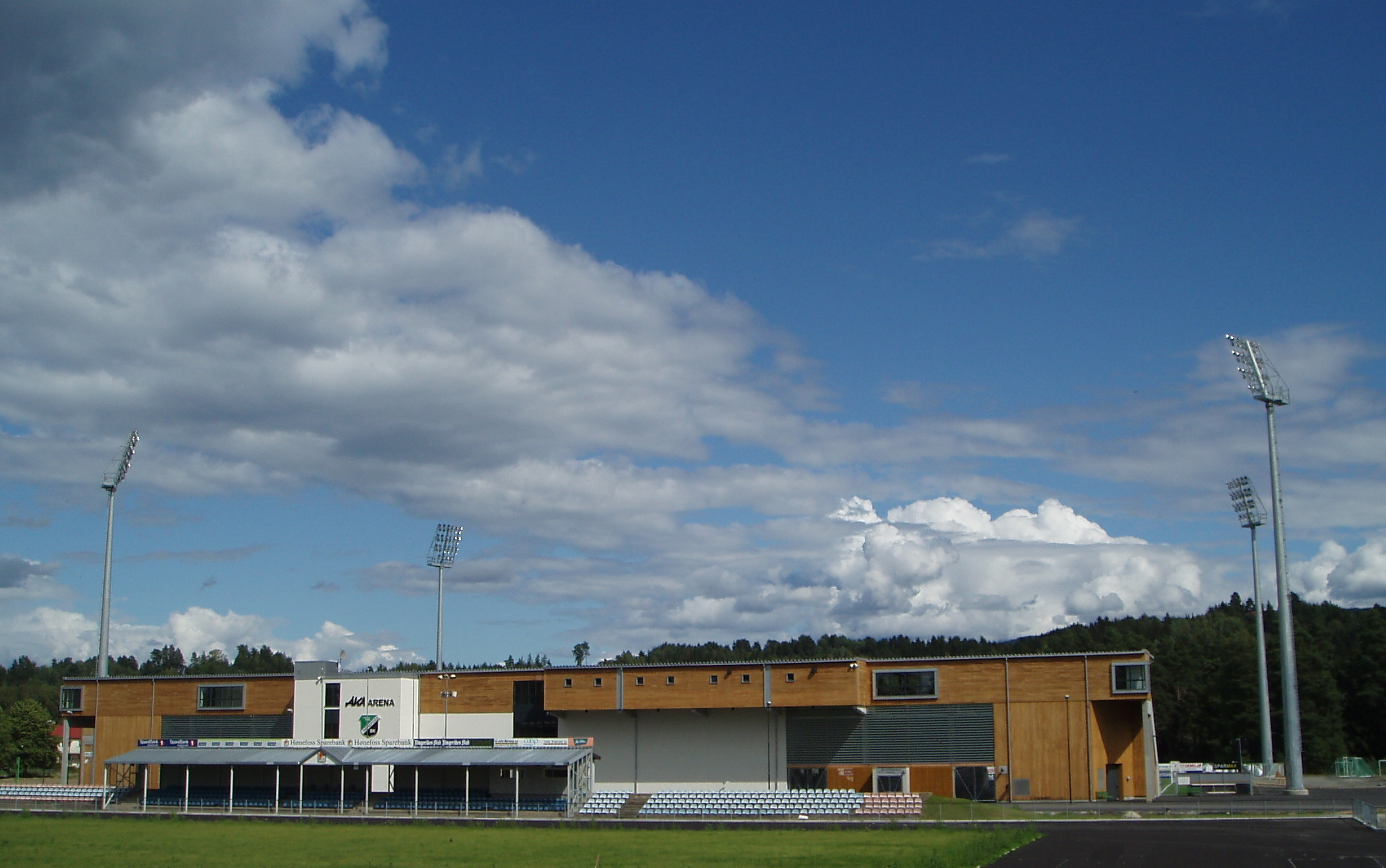
AKA Arena

| Temporada | División | Pos. | J  | G  | E  | P  | GF | GC | P  | Copa          | Notas                        |
| --------- | -------- | ---- | -- | -- | -- | -- | -- | -- | -- | ------------- | ---------------------------- |
| 2001      | 2        | 9    | 30 | 10 | 10 | 10 | 45 | 54 | 40 | Tercera Ronda |                              |
| 2002      | 2        | 4    | 30 | 18 | 4  | 8  | 64 | 36 | 58 | Segunda Ronda |                              |
| 2003      | 2        | 5    | 30 | 16 | 7  | 7  | 55 | 41 | 55 | Tercera Ronda |                              |
| 2004      | 2        | 12   | 30 | 11 | 4  | 15 | 52 | 54 | 37 | Tercera Ronda |                              |
| 2005      | 2        | 4    | 30 | 17 | 5  | 8  | 52 | 41 | 56 | Semifinal     |                              |
| 2006      | 2        | 4    | 30 | 15 | 6  | 9  | 64 | 47 | 51 | Tercera Ronda |                              |
| 2007      | 2        | 10   | 30 | 8  | 11 | 11 | 34 | 52 | 35 | Tercera Ronda |                              |
| 2008      | 2        | 5    | 30 | 15 | 6  | 9  | 47 | 33 | 51 | Segunda Ronda |                              |
| 2009      | 2        | 2    | 30 | 16 | 8  | 6  | 61 | 32 | 56 | Tercera Ronda | Ascendido a la Tippeligaen   |
| 2010      | 1        | 14   | 30 | 7  | 6  | 17 | 28 | 62 | 27 | Cuarta Ronda  | Descendido a la Adeccoligaen |
| 2011      | 2        | 1    | 30 | 16 | 9  | 5  | 61 | 28 | 57 | Cuarta Ronda  | Ascendido a la Tippeligaen   |
| 2012      | 1        | 13   | 30 | 7  | 12 | 11 | 30 | 42 | 33 | Tercera Ronda |                              |
| 2013      | 1        | 16   | 30 | 6  | 11 | 13 | 34 | 47 | 29 | Tercera Ronda | Descendido a la Adeccoligaen |

## Uniforme
- Uniforme titular: Camiseta blanca con detalle en verde, pantalón negro y medias blancas.
- Uniforme alternativo: Camiseta negra con detalle en verde, pantalón negro y medias negras.

## Plantilla actual
Actualizado 26 de febrero de 2013.